# Malstróm

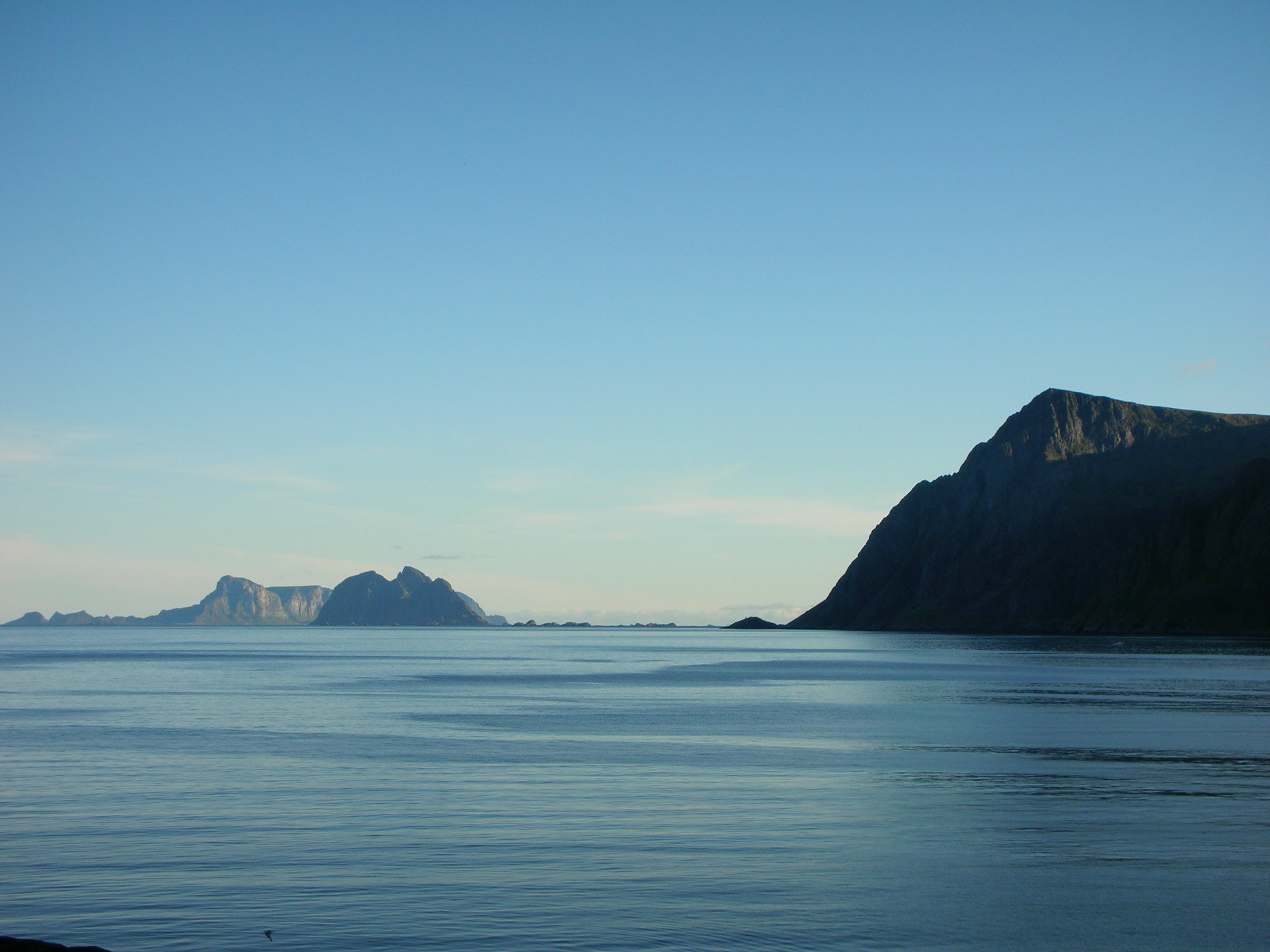
Moře v oblasti Malstrómu

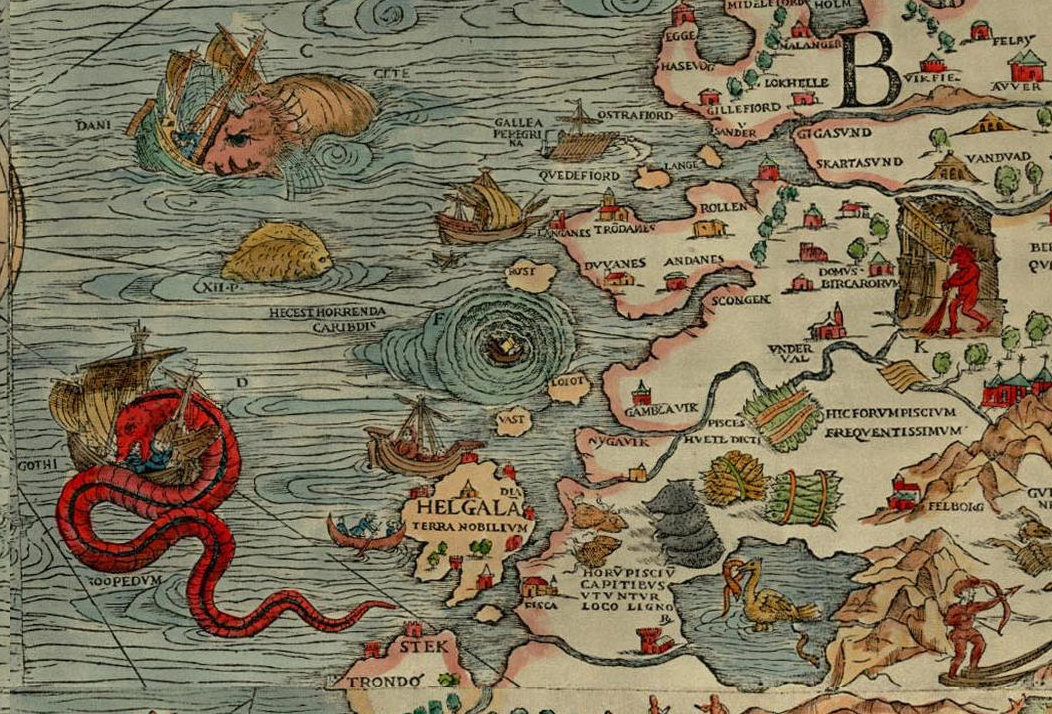
Zobrazení Malstrómu na Cartě marině (1539) podle Olaua Magna

Malstróm je silný mořský proud (vír) v Norském moři. Nachází se mezi Lofotskými ostrovy Moskenesøy a Værøy; také je nazýván Moskenstraumen. Slovo malström zobecnělo a v evropských kulturních dějinách dalo jméno celému druhu vírů.

## Charakteristika
Vzniká díky specifickým vlastnostem přílivu a odlivu a zvláštní topografii mořského dna. Na rozdíl od ostatních vírů nevzniká v průlivu a v zátoce, ale v relativně otevřeném moři několik kilometrů od pobřeží. Má průměr 40 až 50 metrů a může ohrozit malé rybářské lodě, které na přelomu středověku a novověku vyplouvaly na moře. Vír přitahuje malá mořská zvířata, za kterými se stahují tresky, které se jimi živí, za nimi zas k malströmu připlouvají rybářské lodě.

### Knihy inspirované malströmem
- Edgar Allan Poe (Pád do Maelströmu)
- Jules Verne (20 tisíc mil pod mořem)
- Jules Verne (Zajatci polárního moře)
- K. R. H. Sonderborg (malířské práce)
- Ludvík Vaculík (Morčata)
- Walter Moers (Die 13½ Leben des Käpt’n Blaubär)
- Liou Cch’-sin (Vzpomínka na Zemi)